# جی‌ست
جی‌ست (انگلیسی: JSAT) شرکت مخابرات ماهواره‌ای ژاپنی است، که در سال ۱۹۸۵ تأسیس شد.